# Kimia
Kimia é um género zoológico, pertencente à família Culicidae, que é vulgarmente chamada de mosquito.

## Espécies
- Kimia decorabilis (Leicester, 1908)
- Kimia imitata (Baisas, 1946)
- Kimia miyagii (Toma & Mogi, 2003)
- Kimia nemorosa (Gong, 1996)
- Kimia suchariti (Miyagi & Toma, 1989)